# Hoydalsá

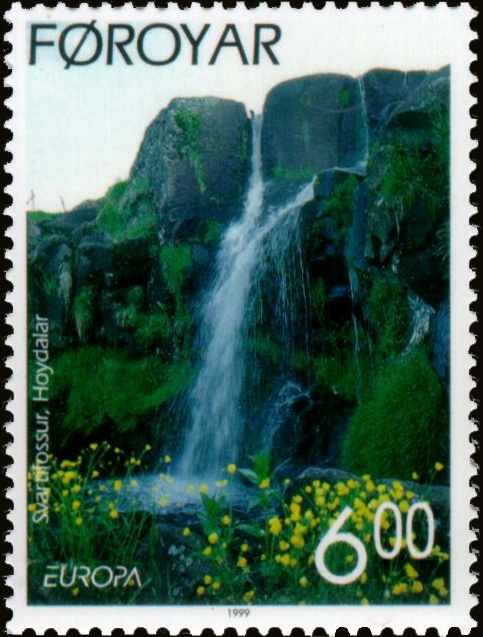
A Svartifossur

A Hoydalsá patak Feröer Streymoy nevű szigetén. A Hoydalar völgyben folyik, és ez jelenti a határt Tórshavn és Hoyvík között. Szárazabb nyári időszakokban viszonylag kevés víz folyik benne.
A folyón, Tórshavn belvárosától légvonalban 2 km-re északra található a Svartifossur vízesés. A vízesés és a patak környékét Tórshavn község rendezési tervében természetvédelmi területnek jelölték ki, és sétautakat alakítottak ki a megközelítésére.